# Токати (река)
То́кати (яп. 十勝川) — река в юго-восточной части японского острова Хоккайдо, течёт по территории округа Токати в префектуре Хоккайдо. На реке располагаются: город Обихиро и посёлки Макубецу, Икеда.
Длина реки составляет 156 км. Площадь водосборного бассейна — 9010 км² (по другим данным — 8780 км²).
Начинается в центральной части острова на восточных склонах хребта Дайсецудзан, далее пересекает равнину Токати и впадает в Тихий океан на юго-восточном побережье Хоккайдо, южнее посёлка Урахоро.
В пределах равнины доступна для судов с малой осадкой.